# Time Tracking primaERP
Time Tracking primaERP é um software empresarial baseado em nuvem, para controle da utilização do tempo individual e de equipes. É organizado de acordo com quadro de horários, projetos, clientes, tarefas e atividades. Foi desenvolvido pela empresa tcheca ABRA Software e é oferecido no modelo software como serviço. Lançado em 2013, é utilizado em mais de 80 países e se encontra disponível em sete idiomas: inglês, alemão, espanhol, português, tcheco, eslovaco e russo.

## Funções
O software permite o registro da utilização do tempo do tempo e seus custos associados de acordo com taxas horárias. Apresenta relatórios, faturas e quadros de horários. Foi desenvolvido para profissionais que cobram por hora, como programadores, designers gráficos e consultores.
O primaERP consiste em 3 módulos: Time Tracking, Billing e Attendance. A combinação destes módulos gera dados para demonstrar a eficiência e produtividade do tempo em relação ao dinheiro. Os vários relatórios e gráficos podem ser editados de acordo com a definição de filtros, de modo a exibir as informações conforme desejado. Todos os relatórios podem ser obtidos nos formatos PDF, CSV e Excel e ser enviados diretamente do aplicativo via e-mail.
O programa é uma ferramenta para gestão de tempo e apoio ao trabalho em equipe. Permite que múltiplos usuários possam utilizar o software simultaneamente compartilhando os dados com uma conta de administrador. A ferramenta é gratuita e sem limitações de tempo ou função para equipes de até três pessoas.

## Detalhes técnicos
Pode ser conectado e compartilhar dados com Microsoft Outlook , iCal , Basecamp Classic e Google Calendar, bem como a outros programas por meio da API . Por se tratar de um software em nuvem, ele é executado em navegadores em computadores pessoais ou tablets e também está disponível como aplicativo para dispositivos móveis Android e iOS. Os dados são armazenados em um servidor seguro e sincronizados uma vez que o software resstabelece conexão à rede.